# ケプラー11f
ケプラー11f (英語: Kepler-11f) とは、地球からはくちょう座の方向に約2,000光年離れた位置にある、太陽と極めて似た直径、質量を持つG型主系列星であるケプラー11を公転する太陽系外惑星である。NASAが運用しているケプラー宇宙望遠鏡により発見された。ケプラー11惑星系内においては内側から5番目にある惑星である。ケプラー11fは約46.7日で恒星ケプラー11の周囲を公転しており、その軌道は水星よりも内側である。質量は地球の約2.0倍で、半径は約2.5倍である。密度は太陽系最小の土星ぐらいで、大気は水素やヘリウムから成ると考えられている。2011年2月2日にケプラー11惑星系の6惑星の発見が公表された。

## 名称と発見
ケプラー11fは、ケプラー11系の他の5個の惑星と同時にケプラー宇宙望遠鏡によって発見され、2011年2月2日に発見の成果が公表され、翌3日にNASAが公表した。
ケプラー11fの名前は、ケプラー11系の惑星が同時に6個発見され、公転軌道が内側な惑星からb、c、d…と名付けられ、ケプラー11fは、内側から5番目の惑星であったためfの符号が与えられた。このケプラーとはNASAが運用している宇宙望遠鏡で、太陽系外地球型惑星をトランジットにより発見することを試みている。ケプラーは観測の対象が決められており、その恒星には仮符号としてKOI（Kepler Object of interestの略）という名称を付ける。そのため正式に発見が認められるまでは KOI-157 f、またはKOI-157.04と呼ばれていた。この惑星のトランジットは恒星の等級のわずかな変動によって観測され、その後の再調査によって惑星の存在への真偽が裏付けられている。
この再調査はヘール望遠鏡、シェーン望遠鏡、MMT望遠鏡、WIYN望遠鏡、Tillinghast望遠鏡、ケックI望遠鏡、ホビー・エバリー望遠鏡、ハーラン・J・スミス望遠鏡、北欧光学望遠鏡によって行われた。

## 軌道の性質

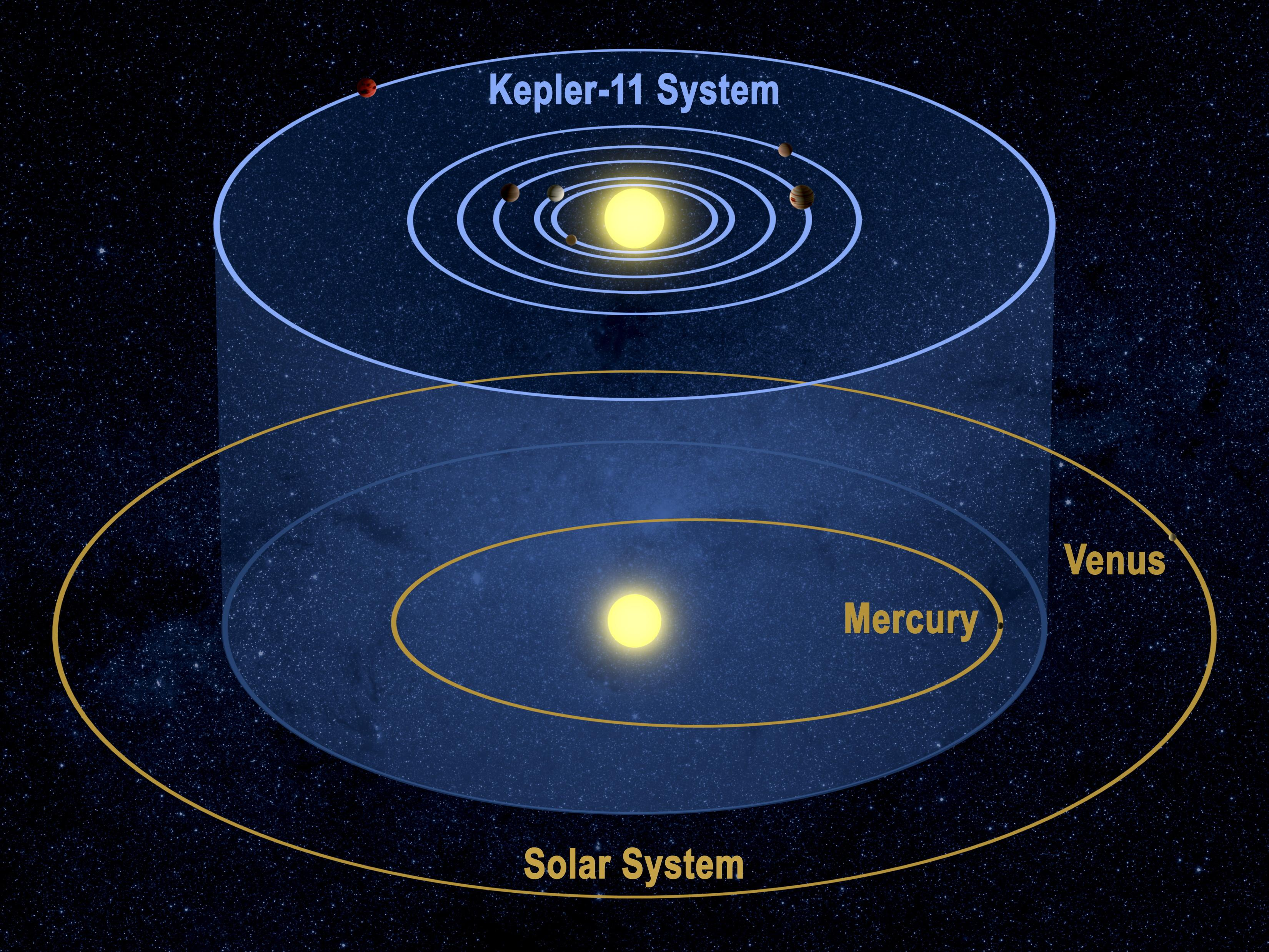
ケプラー11系と水星、金星の軌道

ケプラー11fは、ケプラー11系の惑星の中で、ケプラー11から5番目に近い軌道を公転する惑星である。軌道長半径は0.250 auと、太陽と水星の距離の約3分の2しかない。公転周期は約46日16時間32分、軌道離心率は0.013であるため、ほとんど円軌道に近い。ケプラー11fは公転軌道が極めて狭い範囲に集中しているケプラー11系の惑星の中で、水星軌道の内側にある最後の惑星である。
軌道傾斜角は88.47度であるが、ケプラー11fはケプラー11の見かけの中央からやや離れたところを通る惑星である。ケプラー11の手前を通過するのに要する時間は6.54時間であり、ケプラー11系の惑星の中で2番目に長い。
ケプラー11fの軌道は、長期的な時間スケールで見れば、ケプラー11系のほかの惑星と比べ、ケプラー11dとケプラー11eからもたらされる重力的な影響を受けて不安定である。これは、ケプラー11fのすぐ外側には惑星が安定的に存在しない事を示している。

## 物理的性質

### 概要
ケプラー11fは、いずれも地球と比べて、半径が2.49倍、質量が2.0倍と推定されている。ケプラー11系の中では質量、半径ともに2番目に小さい。ケプラー11fがケプラー11の手前を通過すると、ケプラー11は視等級で0.55 ± 0.02暗くなる。この値は、ケプラー11系の惑星の中ではケプラー11bに次いで2番目に小さい。2011年発見当時は半径はトランジット法の観測により、ある程度正確に求まっていたが、質量は地球の1.1 - 4.5倍と、やや幅があった。しかし、この値はケプラー11系の惑星の中で最も精度が高い。これは、ケプラー11dとケプラー11eから与えられる摂動から間接的に求まるからである。2013年の論文では数値が変わり、地球の1.1 - 4.5倍と考えられていた質量は1.1 - 2.8倍に修正され、その差の幅は小さくなった。後の2014年の論文では2011年の値よりも差が大きく、質量が地球の0.2 - 5.3倍とする論文とその差の幅は2011年の論文と2013年の論文の中間ぐらいで質量が地球の0.88 - 3.23倍とする論文もある。

### 推定される性質
仮に2.3倍を採るならば、平均密度は0.7 g/cm3である。この密度は100%水で出来ていた場合よりも小さく、土星に非常に類似している。しかしケプラー11fは、木星型惑星と見るには大きさと質量が共に相当小さく、また表面温度が271 ℃（544 K）と推定される高温の惑星である。この密度は、軽い元素である水素やヘリウムが、ケプラー11fの質量の10%程度という豊富な量を含む事により説明される。ケプラー11fが巡る近い軌道では、ケプラー11がまとっていた原始惑星系円盤は数百万年と経たぬうちに消滅してしまうので、惑星の成長がきわめて速かったことが推測される。

### 他惑星との比較
ケプラー11fより内側を公転するケプラー11bとケプラー11cは、あまりにも近い軌道であったため、ケプラー11の放射により大気中の水素が蒸発してしまい、結果的に高密度になったと考えられる。すぐ外側を公転するケプラー11eはケプラー11fと似ているが、ケプラー11fと比べて低密度である。ケプラー11eはケプラー11fと比べて大きいので単純に比較はできないが、ケプラー11eがケプラー11からの熱をケプラー11fより強く受けることによる膨張であると考えることもできる。あるいは単純にデータの精度の問題であるかもしれない。また、さらに内側を公転するケプラー11dも性質が似ているが、より高密度である。これは、ケプラー11fと比べればケプラー11の放射が強いため、ケプラー11bとケプラー11cほどではないにしろ、軽い元素が大気から失われてしまった結果と考えられる。または、ケプラー11fが岩石成分といった高密度の物質を多く含むのかもしれない。あるいはケプラー11eと同様に、データの精度の問題であるかもしれない。

## 恒星
恒星ケプラー11ははくちょう座にある恒星で、質量は0.961太陽質量、半径は1.065太陽半径であり、質量と半径ともに太陽とよく似た恒星である。金属量もほぼ0であり、これも太陽に似ている。金属量は惑星を発見する上では指標となり、金属量が高いとその恒星から惑星が見つかる可能性が高くなる。これは金属量が高ければ金属の量は増すため巨大ガス惑星の形成が早まることや、質量の大きさから惑星が恒星の方へ移動することが原因となり検出率が高まるからである。
この恒星はケプラー11fの他、b、c、d、e、gを持つ。ケプラー11gを除いた5惑星は水星の軌道より内側を公転している。
ケプラー11自体は視等級がVバンドで13.7であり、肉眼では到底見えない。